# Picramnia gardneri
Picramnia gardneri är en tvåhjärtbladig växtart. Picramnia gardneri ingår i släktet Picramnia och familjen Picramniaceae.

## Underarter
Arten delas in i följande underarter:
- P. g. gardneri
- P. g. septentrionalis